# Vibeke Lunde
Pour les articles homonymes, voir Lunde.
Vibeke Lunde (née le 21 mars 1921 à Oslo et morte le 12 août 1962 à Oslo) est une skipper norvégienne. Elle participe aux Jeux olympiques d'été de 1952 en participant à l'épreuve du 5,5 mètres JI et remporte la médaille d'argent de la compétition. Elle meurt à l'âge de 41 ans.
Elle fait partie d'une grande famille de skippers ; elle est la mère de Peder Lunde, Jr. (champion olympique en 1960 et vice-champion olympique en 1964), la femme de Peder Lunde (vice-champion olympique en 1952), la belle-fille d'Eugen Lunde (champion olympique en 1924) et la sœur de Børre Falkum-Hansen (vice-champion olympique en 1952).

## Palmarès

### Jeux olympiques
- Jeux olympiques de 1952 à Helsinki,  Finlande
  -  Médaille d'argent.